# TOI 700 d
TOI 700 d to egzoplaneta wielkości zbliżonej do Ziemi, prawdopodobnie skalista, krążąca w ekosferze czerwonego karła TOI 700, najbardziej zewnętrznej planety w układzie. Znajduje się około 101,4 lat świetlnych (31,1 pc) od Ziemi w konstelacji Złotej Ryby. Egzoplaneta jest pierwszą egzoplanetą o wielkości zbliżonej do wielkości Ziemi w strefie nadającej się do zamieszkania, odkrytą przez satelitę Transiting Exoplanet Survey Satellite (TESS), jako pierwsza egzoplanety o wielkości podobnej do Ziemi odkryta przez ten instrument.
Szacuje się, ze TOI 700 d ma masę 72% większą od Ziemi i jest od niej o 19% większa oraz posiada grawitację o 1/5 większą od tej na Ziemi. TOI 700 d okrąża swoją gwiazdę w odległości 0,163 AU (24 400 000 km; 15 200 000 mil) od swojej gwiazdy macierzystej z okresem orbitalnym około 37,4 dnia. Szacuje się, że planeta otrzymuje około 86% energii, jaką Ziemia otrzymuje od Słońca.

## Warunki dla życia

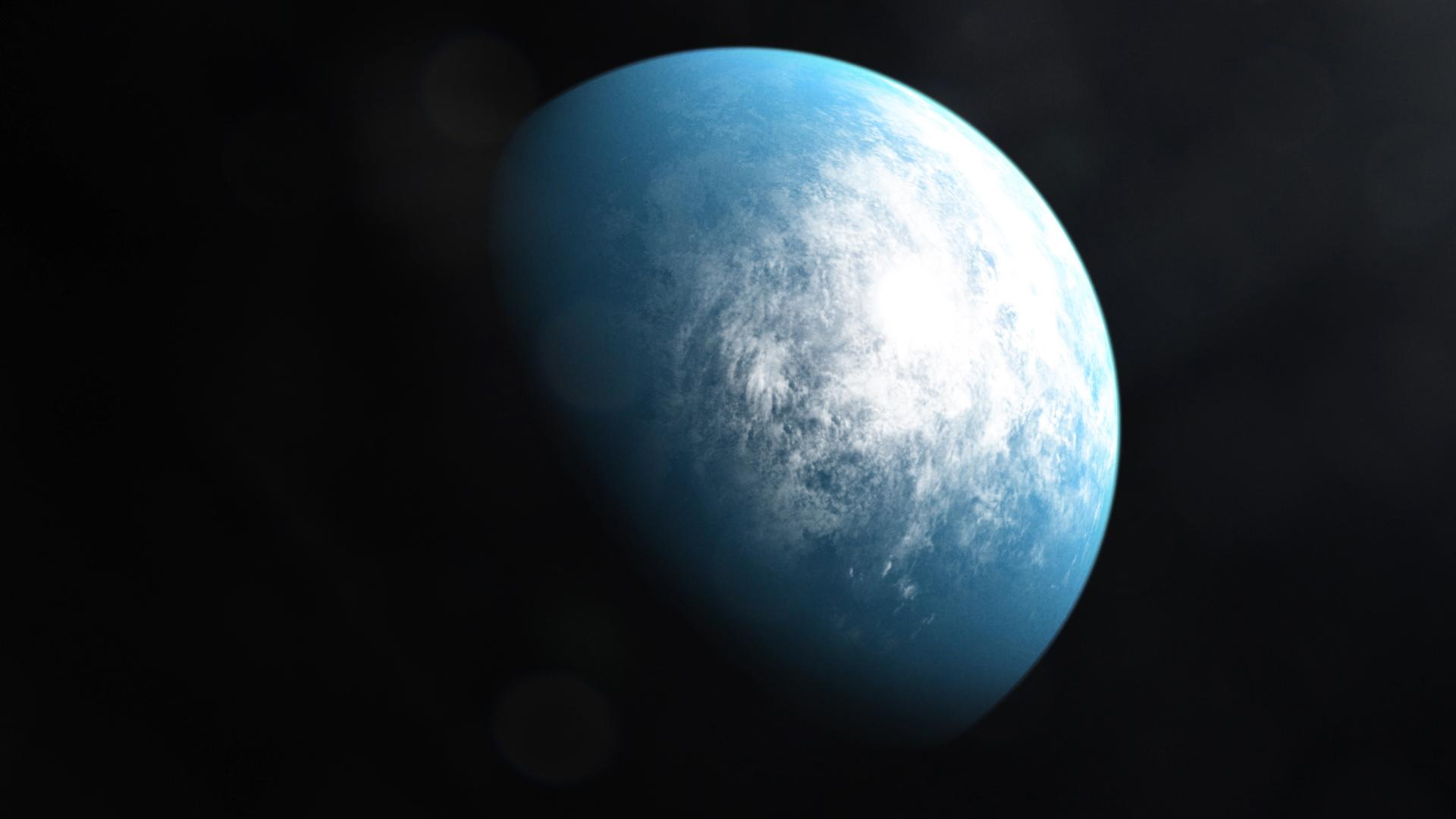
Artystyczna wizja TOI 700 d, przedstawiona tutaj jako możliwa planeta oceaniczna. Rzeczywisty wygląd planety nie jest znany.

TOI 700 d orbituje w ekosferze swojej gwiazdy macierzystej TOI 700. Szacuje się, że intensywność międzyplanetarnego pola magnetycznego jest tutaj podobna do ziemskiego, dlatego prawdopodobne jest utrzymanie przez planetę atmosfery.
Jedna z symulacji przeprowadzonej przez naukowców daje w wyniku planetę pokrytą oceanem o gęstej, zdominowanej przez dwutlenek węgla atmosferze z głęboką warstwą chmur pokrywających tę półkulę planety, która jest stale zwrócona ku gwieździe (ma tu miejsce tzw. obrót synchroniczny). Z kolei inny z przedstawionych przez badaczy modeli przedstawia TOI 700 d jako bezchmurną, lądową planetę, w której występują wiatry odpływające z nocnej strony planety, a zbiegają się one w punkcie bezpośrednio zwróconym ku gwieździe.